# شایدلبرگ
شایدلبرگ (به آلمانی: Schiedlberg) یک منطقهٔ مسکونی در اتریش است که در ناحیه استیر لند واقع شده‌است. شایدلبرگ ۳۰ کیلومتر مربع مساحت دارد ۳۷۷ متر بالاتر از سطح دریا واقع شده‌است.